# MCI Mail
MCI Mail war ein kommerzieller E-Mail-Dienst von MCI Communications (später MCI WorldCom) und gilt als erster kommerzieller E-Mail-Dienst in den USA. Er wurde von 1983 bis ins Jahr 2003 betrieben. Die Benutzer verbanden sich typischerweise via Modem über eine Telefonleitung mit dem Dienst und konnten Nachrichten an andere Benutzer von MCI Mail sowie an Telexe oder normale Postadressen verschicken. Das System wurde unter der Leitung von Vinton G. Cerf entwickelt.

## Historie
Der E-Mail-Dienst wurde am 23. September 1983 in Washington, D.C. auf einer Pressekonferenz des Gründers und Vorsitzenden von MCI, William G. McGowan, vorgestellt und gestartet.

## Der Dienst
Der Zugang zum  ursprünglichen MCI Mail service wurde durch Verbindung eines Modems mit einer normalen Telefonleitung hergestellt. Die Nutzer waren in der Lage, Textnachrichten an andere Nutzer zu schicken, die diese ebenfalls als E-Mail oder Telex erhielten oder ausgedruckt und postalisch zugestellt wurden.
Nachrichten, die an Postadressen geschickt wurden, wurden mit Laserdruckern an einer MCI Mail print site ausgedruckt, in einen Umschlag gesteckt und via United States Postal Service verschickt. Dies kostete pro Seite zwischen ein und zwei Dollar. Dieses Angebot war sehr erfolgreich, da zu der Zeit nur wenige erschwingliche Laserdrucker mit Briefqualität für Verbraucher zur Verfügung standen. Die meisten Kunden konnten sich lediglich Punktmatrixdrucker geringer Qualität leisten, welche für Geschäftskorrespondenz nicht ausreichend waren. Es sparte auch den Weg zur Post.
Das Angebot erlaubte den Nutzern zwischen den Möglichkeiten der overnight- und der 4-Stunden-Zustellung zu wählen. Der 4-Stunden-Dienst war besonders gefragt, da sonst niemand die Möglichkeit bot, ein Dokument zu drucken und in diesem Zeitrahmen zuzustellen. Es gab eine Reihe von Druckstationen in den USA. Die beliebtesten befanden sich in New York, Washington D.C. und Los Angeles. Es gab ebenfalls eine Möglichkeit, in Hawaii zu drucken. Es wurde mit einer Station in Brüssel sogar versucht, international zu expandieren.
Der Brieflieferdienst wurde später wegen der hohen Betriebskosten, der zunehmenden Verbreitung von Heim-Druckern mit Briefqualität und der Nutzung von E-Mail eingestellt.
Das Leistungsangebot wurde zwischenzeitlich derart erweitert, dass Nutzer E-Mails an andere Nutzer in anderen E-Mail-Netzwerken und an Faxgeräte senden konnten. Es wurden verschiedene Programme entwickelt, um den Umgang mit E-Mail zu vereinfachen, z. B. Lotus Express, Norton Commander's MCI Mail und MailRoom von Sierra Solutions.
MCI Mail bot auch Gateways zum Versenden von Faxen, genannt Fax Dispatch (nur abgehend), Telex, genannt Telex Dispatch (ein- und ausgehend) und X.400-Verbindung (ermöglicht MCI-Mail-Nutzern den sicheren E-Mail-Austausch mit über 23 anderen Maildiensten in der ganzen Welt). Möglicherweise war auch ein Internet-Gateway vorgesehen. MCI-Mail-Nutzern wurde eine Internet-Adresse aus entweder ihrer MCI-Mail-ID, ihrem Nutzernamen oder ihres echten Namens (z. B. 218-0241@mcimail.com, bsmith@mcimail.com oder Bob_Smith@mcimail.com) zugeordnet.
Zusätzlich unterstützte MCI Mail durch seine REMS-Adressierung (Remote Electronic Mail System) Gateways zu Local Area Networks. REMS-Adressierung hatte die Form {display name}|REMS:{rems name}/{network mapping on the email server}, z. B. Bob Smith|REMS:XYZCompany/ntserver/email/bsmith.
MCI Mail unterstützt ebenso Lesebestätigungen, Charge Codes und Kostenrechnung für E-Mail.
Der Zugang zu MCI Mail erfolgte typischerweise mittels Wählmodem, entweder durch Anruf einer landesweiten Durchwahl-Nummer, einer gebührenfreien Nummer oder von Übersee-Nummern von PTT (Postal Telephone/Telegraph)-Gesellschaften auf der ganzen Welt.
Der Dienst wurde hauptsächlich mittels firmenexterner Agenten verkauft. Diese erhielten eine Kommission für die Benutzung. Einer dieser Agenten, Gary Oppenheimer, erfand das, was als erster elektronisch gelieferter Newsletter angesehen wird. Dieser PEN (Periodic Electronic Newsletter) wurde von August 1985 bis November 1996 verbreitet und lieferte sowohl den Kunden als auch vielen Angestellten von MCI Informationen über verfügbare Zusatzfunktionen und über Hinweise und Tricks der Nutzung von MCI Mail. Die Artikel der letzten Ausgabe des PEN Newsletter betrafen die Themen Concert Packet Switching Service for MCI Mail, MCI Mail Telephone update, Cellular Access to MCI Mail, List of Access Cellular Numbers, Logon Procedures, X.400 Access via Frame Relay, MCI Never Busy Fax, Mailroom/Mailplus & MIME, internetMCI software, domainTNG, Newsgroups/Lists und Web Surfing via MCI Mail.
MCI Mail basierte auf dem Rechnersystem DEC VAX 780 mit DECMAIL auf dem Betriebssystem VMS.